# Liga Premier de Kazajistán 2020
La Liga Premier 2020 fue la 29.° temporada de la Liga Premier de Kazajistán. La temporada comenzó el 7 de marzo de 2020 y finalizó el 30 de noviembre de 2020. 
El 3 de noviembre, Kairat consiguió el tercer título de liga de su historia, tras derrotar por 3-1 al Ordabasy. De esta forma también acabó con la racha de 6 títulos consecutivos del Astana.

## Formato
Los doce equipos participantes jugaron entre sí todos contra todos dos veces totalizando 22 partidos cada uno, al término de la fecha 22 el primer clasificado se coronó campeón y clasificó a la Primera ronda de la Liga de Campeones 2021-22, mientras que el segundo y el tercer clasificado obtuvieron un cupo para la Segunda ronda de la Liga de Conferencia Europa 2021-22. Por otro lado los dos últimos clasificados descendieron a la Primera División de Kazajistán 2021, mientras que el décimo jugó un play-off de permanencia ante el subcampeón de la Primera División de Kazajistán.
Un tercer cupo para la Segunda ronda de la Liga de Conferencia Europa 2021-22 fue asignado al campeón de la Copa de Kazajistán.

## Ascensos y descensos
El Atyrau y el Aktobe descendidos al final de la temporada 2019, fueron sustituidos por Kyzylzhar y Caspiy, ascendidos de la Primera División.
| Pos. | Descendidos de la Liga Premier 2019 |
| ---- | ----------------------------------- |
| 11.º | Atyrau                              |
| 12.º | Aktobe                              |

| Pos. | Ascendidos de la Primera División de Kazajistán 2019 |
| ---- | ---------------------------------------------------- |
| 1.º  | Kyzylzhar                                            |
| 2.º  | Caspiy                                               |

## Información de los equipos
| Club          | Ciudad      | Estadio                        | Capacidad |
| ------------- | ----------- | ------------------------------ | --------- |
| FC Astana     | Astana      | Astana Arena                   | 30.000    |
| FC Caspiy     | Aktau       | Zhastar Stadium                | 3.500     |
| FC Irtysh     | Pavlodar    | Estadio Central Pavlodar       | 15.000    |
| FC Kairat     | Almaty      | Estadio Central Almaty         | 23.804    |
| FC Kaisar     | Kyzylorda   | Gany Muratbayev Stadium        | 7.000     |
| Kyzyl-Zhar SK | Petropavl   | Karasai Stadium                | 12.000    |
| FC Okzhetpes  | Kokshetau   | Torpedo Stadium                | 10.000    |
| FC Ordabasy   | Shymkent    | Estadio Kazhymukan Munaitpasov | 20.000    |
| FC Shakhtar   | Karaganda   | Estadio Shahter                | 19'000    |
| FC Taraz      | Taraz       | Ortalıq Stadion                | 23.000    |
| FC Tobol      | Astaná      | Estadio Central de Kostanay    | 8.323     |
| FC Zhetysu    | Taldykorgan | Ortalıq Stadion Jetisu         | 5.850     |

## Tabla de posiciones
| Pos. | Equipo             | Pts. | PJ | G  | E | P  | GF | GC | Dif. | Clasificación 2021–22                       |
| ---- | ------------------ | ---- | -- | -- | - | -- | -- | -- | ---- | ------------------------------------------- |
| 1    | Kairat (C)         | 45   | 20 | 14 | 3 | 3  | 48 | 19 | +29  | Primera Ronda de la Liga de Campeones       |
| 2    | Tobol              | 38   | 20 | 12 | 2 | 6  | 26 | 16 | +10  | Segunda ronda de Liga de Conferencia Europa |
| 3    | Astana             | 36   | 20 | 11 | 3 | 6  | 32 | 21 | +11  | Segunda ronda de Liga de Conferencia Europa |
| 4    | Shakhter Karagandy | 32   | 20 | 9  | 5 | 6  | 29 | 22 | +7   | Segunda ronda de Liga de Conferencia Europa |
| 5    | Ordabasy           | 31   | 20 | 9  | 4 | 7  | 27 | 26 | +1   |                                             |
| 6    | Zhetysu            | 28   | 20 | 9  | 1 | 10 | 27 | 28 | −1   |                                             |
| 7    | Kaisar             | 24   | 20 | 6  | 6 | 8  | 20 | 23 | −3   |                                             |
| 8    | Taraz              | 23   | 20 | 5  | 8 | 7  | 19 | 23 | −4   |                                             |
| 9    | Kyzylzhar          | 23   | 20 | 6  | 5 | 9  | 15 | 24 | −9   |                                             |
| 10   | Caspiy             | 17   | 20 | 5  | 2 | 13 | 15 | 34 | −19  |                                             |
| 11   | Okzhetpes          | 11   | 20 | 2  | 5 | 13 | 16 | 38 | −22  | Descenso a Primera División 2021            |
| 12   | Irtysh (D)         | 0    | 0  | 0  | 0 | 0  | 0  | 0  | 0    | Retirado                                    |

Actualizado a los partidos jugados el 30 de noviembre de 2020.
 Fuente: Soccerway, Pflk.kz/
Notas:
1. ↑  El 30 de mayo de 2020, el Irtysh se retiró de la competencia por razones financieras, sus partidos hasta el momento fueron invalidados[3][4]

## Resultados
| Local \ Visitante  | AST | CAS | KAI | KSA | KYZ | OKZ | ORD | SHA | TAR | TOB | ZHE |
| ------------------ | --- | --- | --- | --- | --- | --- | --- | --- | --- | --- | --- |
| Astana             | —   | 1–2 | 0–1 | 3–1 | 4–0 | 2–0 | 1–1 | 1–1 | 1–1 | 1–0 | 3–0 |
| Caspiy             | 2–3 | —   | 0–3 | 1–0 | 1–1 | 2–1 | 1–2 | 0–4 | 0–2 | 0–1 | 0–2 |
| Kairat             | 3–0 | 3–1 | —   | 2–1 | 2–3 | 5–0 | 3–1 | 1–1 | 2–1 | 3–1 | 3–0 |
| Kaisar             | 0–1 | 0–1 | 2–2 | —   | 1–2 | 0–0 | 1–1 | 2–0 | 1–1 | 2–1 | 2–1 |
| Kyzylzhar          | 0–1 | 1–0 | 0–1 | 0–0 | —   | 3–1 | 0–0 | 1–3 | 1–0 | 0–1 | 2–1 |
| Okzhetpes          | 1–5 | 2–2 | 3–3 | 0–1 | 2–1 | —   | 1–3 | 1–1 | 0–0 | 0–2 | 0–1 |
| Ordabasy           | 1–2 | 2–0 | 1–3 | 0–3 | 1–0 | 1–0 | —   | 0–1 | 1–1 | 0–3 | 3–1 |
| Shakhter Karagandy | 3–1 | 2–1 | 1–0 | 0–1 | 0–0 | 2–1 | 0–1 | —   | 1–1 | 1–0 | 1–2 |
| Taraz              | 1–0 | 0–1 | 1–0 | 2–2 | 0–0 | 2–3 | 3–2 | 2–4 | —   | 0–0 | 0–2 |
| Tobol              | 2–0 | 2–0 | 0–4 | 3–0 | 2–0 | 1–0 | 0–4 | 3–1 | 2–0 | —   | 2–0 |
| Zhetysu            | 1–2 | 3–0 | 2–4 | 3–1 | 3–0 | 1–0 | 2–3 | 3–2 | 0–1 | 0–0 | —   |

## Goleadores
- Actualizado al 30 de noviembre de 2020 - Fuente Soccerway
| Pos. | Jugador                | Club               | Goles |
| ---- | ---------------------- | ------------------ | ----- |
| 1    | João Paulo             | Ordabasy           | 12    |
| 2    | Abat Aimbetov          | Kairat             | 10    |
| 3    | Elguja Lobjanidze      | Kaisar             | 8     |
| 4    | Vágner Love            | Kairat             | 7     |
| 5    | Rúnar Már Sigurjónsson | Astana             | 6     |
| 5    | Pieros Sotiriou        | Astana             | 6     |
| 5    | Aybar Zhaksylykov      | Zhetysu            | 6     |
| 8    | Artjom Dmitrijev       | Okzhetpes          | 5     |
| 8    | Pedro Eugénio          | Zhetysu            | 5     |
| 8    | Arsen Khubulov         | Shakhter Karagandy | 5     |